# Ghassan ibn Abbad
Ghassan ibn Abbad ibn Abi al-Faraj fou un notable àrab nadiu de la rodalia de Kufa que fou governador del Khurasan i del Sind.
Ghassan fou nomenat al govern del Khurasan el 818. Va donar diverses posicions de govern a la família samànida (als fills d'Asad ibn Saman) en recompensa pel suport al califa contra el rebel Rafi ibn Layth. Però tot i ser un bon administrador la tasca es va considerar fora del seu abast i el 820 fou substituït per Tahir Abu l-Tayyib Dhu'l-Yaminayn. El 831 fou cridat a la cort del califa i com que era considerat un home amb més virtuts que defectes (explica al-Tabari que aquesta resposta se li va donar al califa quan va demanar opinió) el califa el va nomenar pel govern del Sind, on Bishr ibn Dàwud no pagava els impostos i era considerat rebel (831). Ghassan va dominar fàcilment la província (831-832), va garantir la seguretat de Bishr i li va donar un salvaconducte a Bagdad i va nomenar per refer les finances a Imran ibn Musa al-Barmaki. Ell mateix va nomenar Musa ibn Yahya ibn Khalid que va esdevenir governador.